# Psalidopus tosaensis
Psalidopus tosaensis is een garnalensoort uit de familie van de Psalidopodidae. De wetenschappelijke naam van de soort is voor het eerst geldig gepubliceerd in 1993 door Toriyama & Horikawa.